# NGC 1722
NGC 1722 is een open sterrenhoop in het sterrenbeeld Goudvis. Het hemelobject werd op 24 september 1826 ontdekt door de Schotse astronoom James Dunlop.

## Synoniemen
- ESO 56-SC12